# Anthony Brisket
Le capitaine Anthony Brisket, originaire de Wexford, en Irlande, est le premier gouverneur anglais de la toute petite île antillaise de Montserrat prise en 1632 aux Espagnols, pour installer les Irlandais de Saint-Christophe-et-Niévès. Il la gouverna de 1632 à 1649, son beau-frère Roger Osborne lui succédant, puis son fils Anthony II Brisket, de 1662 à 1667 et ensuite William Stapleton. Sa famille détiendra 1400 acres de plantation sur l'île en 1666.
Sa famille, originaire d'Italie, avait obtenu des terres lors du mouvement des Plantations en Irlande, grâce à ses relations à la cour du roi d'Angleterre, en la personne de John Withe, du comté de Cork. Avant 1632, il est superviseur de la Virginie, qui représente alors la totalité des possessions du roi d'Angleterre en Amérique du Nord.
Il se rend en Angleterre en 1636 pour y trouver de la main d'œuvre irlandaise. Dans une pétition au roi d'Angleterre Charles Ier, il souligne qu'il a obtenu une nouvelle commission de James Hay, 1er comte de Carlisle, propriétaire depuis 1629 de la Barbade voisine, et a érigé une église de pierres et de briques. Il demande au Lord Deputy d'Irlande, qui est depuis 1632 Thomas Wentworth (1593-1641), à bénéficier de "contrats sur le tabac au même taux que ceux du capitaine Warner", et d'autres". Selon l'historien Aubrey Gwinn, spécialiste de l'Irlande et de l'histoire médiévale, cette pétition date de 1636. Le capitaine Thomas Warner est l'un des officiers qui a participé à l'installation à Montserrat.
Il recruta de nombreux colons, surtout en Irlande. En 1648, la colonie de Montserrat comptait quelque 750 personnes vivant sur de petites fermes éparses sur l'île, auxquelles il fallait ajouter une milice de 360 soldats, soit un millier de personnes.
Les irlandais connaissaient ainsi déjà la Caraïbe grâce à Montserrat, mais les milliers arrivent ensuite à la Barbade dans les années 1630, chassés par le mouvement des Plantations en Irlande, sous Charles Ier d'Angleterre. À la Barbade, leur vie sera beaucoup plus dure qu'à Montserrat, en raison de la surproduction de tabac que leur arrivée cause, avec une chute des prix de vente.
Son beau-frère et successeur Roger Osborne, du comté de Waterford, est diplômé de Trinity College, à Dublin et vient de la puissante famille Butler. Il gouverne Montserrat jusqu'à l'invasion française de 1667, et se voit emprisonné. Anthony II Brisket commet alors l'erreur de rester gouverneur sous l'autorité française, ce qui lui vaut confiscation de ses terres, données à William Stapleton, un "soldat de fortune de Thurlesbeg", originaire de Tipperary, récompensé pour avoir chassé les Français de Saint-Christophe.
Les frères de William Stapleton, Redmond et Edmund, lui succèdent en 1772, lorsqu'il part diriger les îles sous le vent.
La veuve d'Anthony Brisket a épousé un riche planteur anglais Samuel Waad, qui devient le nouveau gendre de Roger Osborne et qui est victime d'un complot de ce dernier puis dépossédé par Osborne. Un autre planteur apparaît en 1654, John Butler, endetté de 40 livres de tabac auprès du marchand d'Amsterdam Van-gagell. Les Irlandais étaient endettés en tabac, les Anglais en sucre.